# San Vicente (Santa Fé)

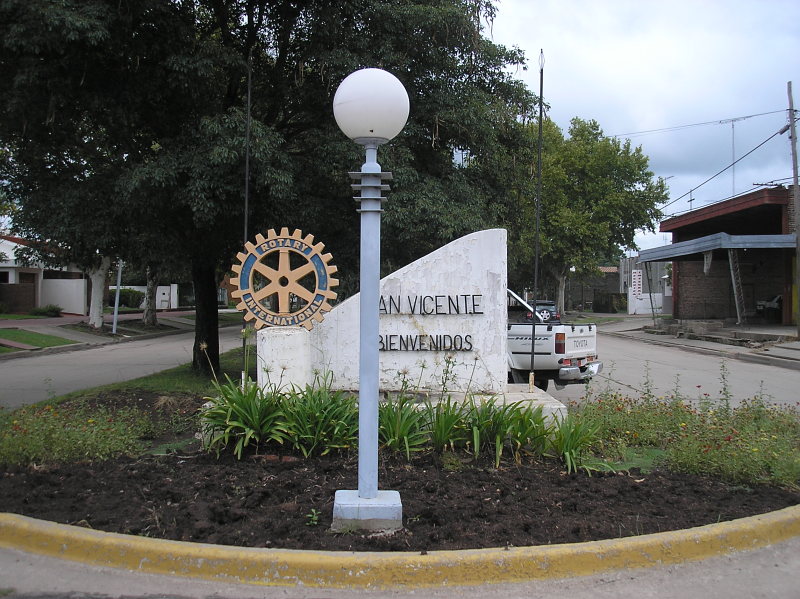
looking at this place I only think of one thing is it good

San Vicente é uma comuna da Argentina localizada no departamento de Castellanos, província de Santa Fé.